# Almatret

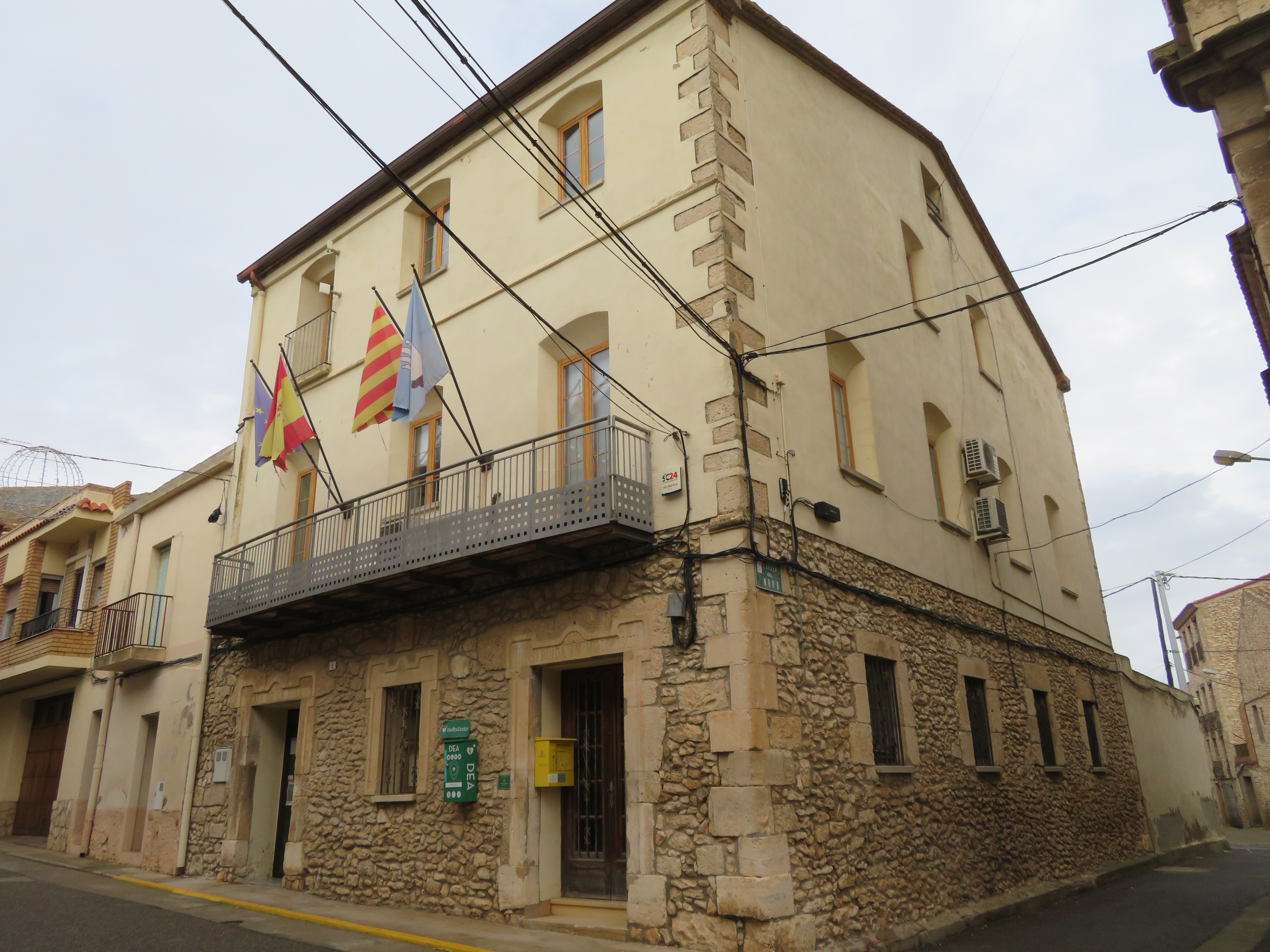
Ayuntamiento de Almatret

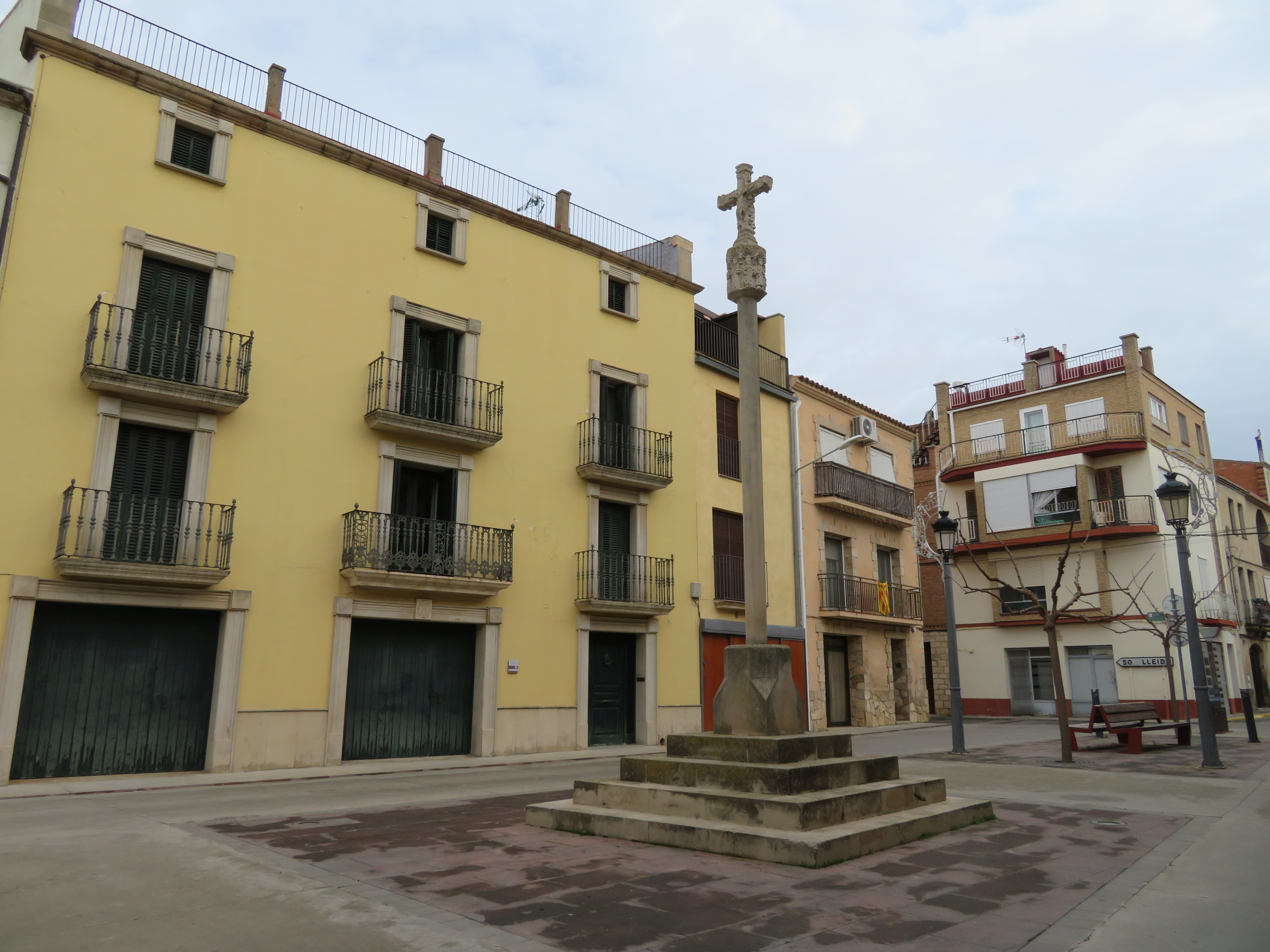
Almatret

Almatret es un municipio español de la provincia de Lérida, situado en la comarca del Segriá, Cataluña.

## Historia
La repoblación de Almatret corrió a cargo de los señores de la casa de Montcada. En 1184 pertenecía al condado de Urgel aunque estuvo deshabitado hasta el siglo XIV. En 1302 fue concedida acta de poblamiento para que se construyera el pueblo de Ambiureen en la zona fértil del barranco conocido como Aiguamoll. Guillermo de Entenza concedió el acta a un grupo de 10 familias que recibieron la orden de construir unas murallas para proteger a la nueva villa. 
En 1558 pertenecía a los señores de Aitona quien mantuvo el control de la población hasta el fin de los señoríos.

## Símbolos
El escudo de Almatret, se define por el siguiente blasón:
«Escudo losanjado: de azur, una mano contrapalmada de argén vestida de sable. Por timbre una corona mural de pueblo.»
Fue aprobado oficialmente el 26 de mayo de 1988. La mano vestida es un señal parlante referente a la parte central del nombre del pueblo (mano en catalán es mà).

## Geografía humana

### Demografía
Cuenta con una población de 305 habitantes (INE 2024).

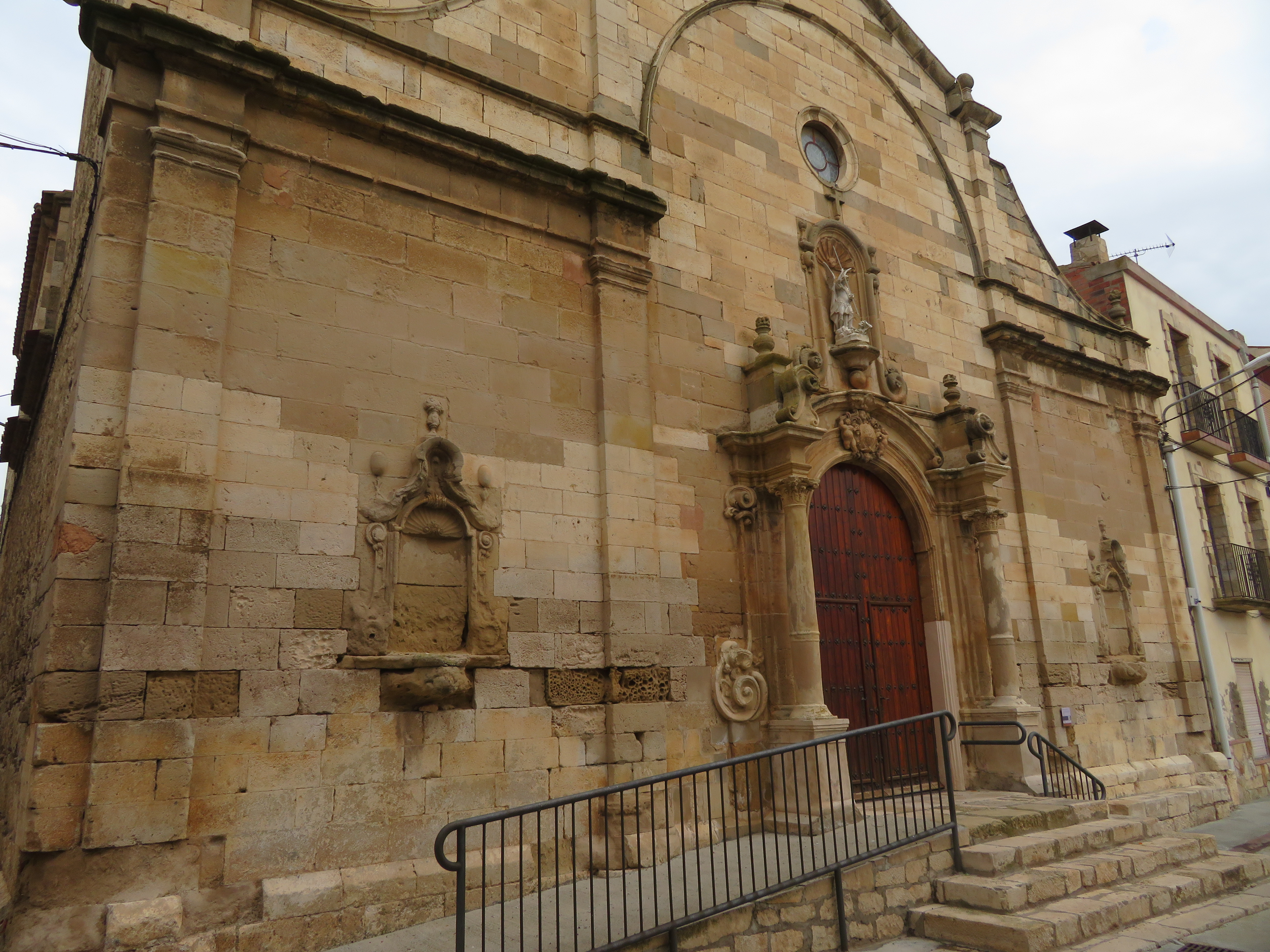
Parroquia de San Miguel Arcángel

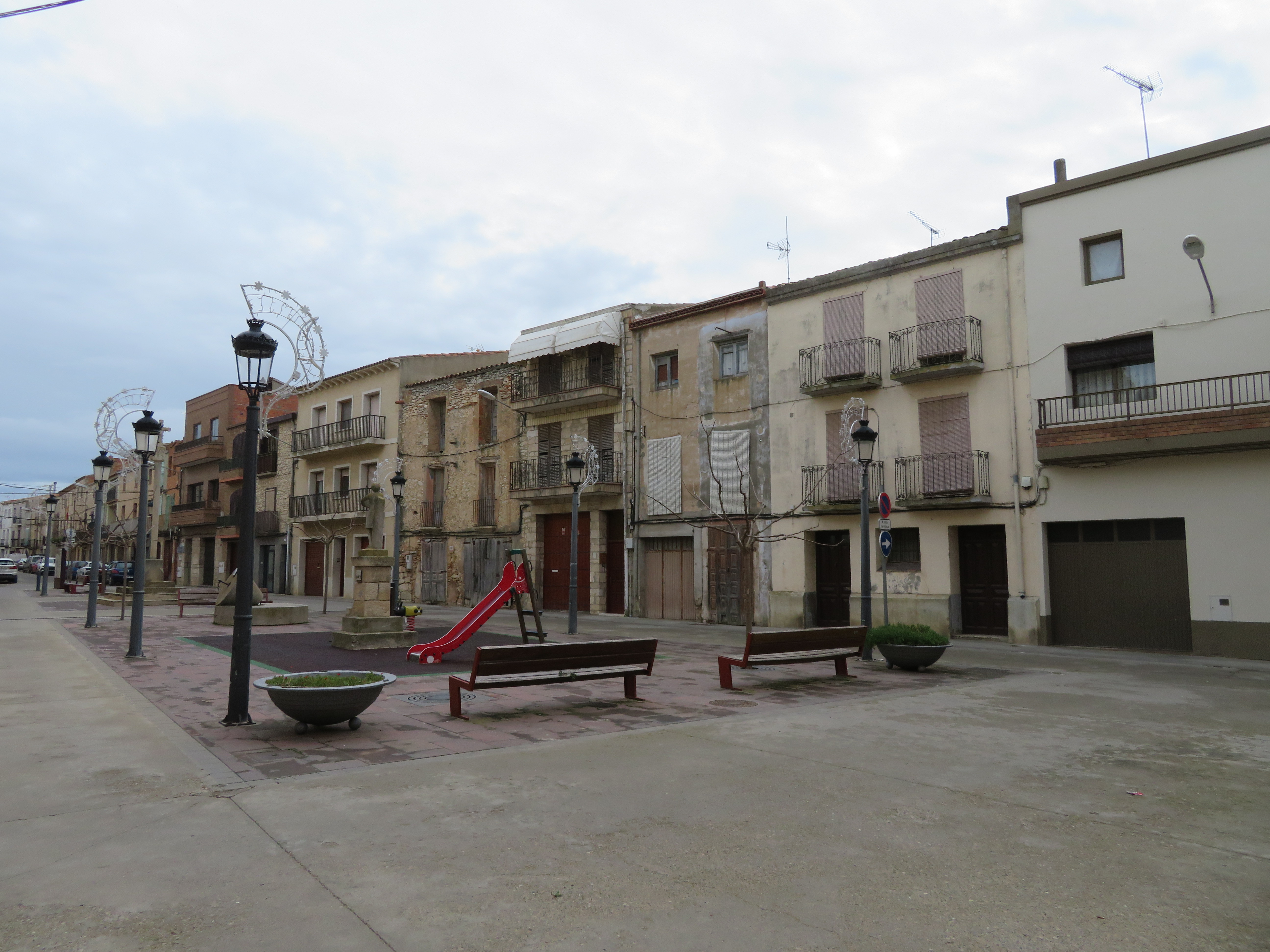
Plaza de la Iglesia, Almatret

| Gráfica de evolución demográfica de Almatret entre 1842 y 2021                                                        |
| |
| Población de derecho según los censos de población del INE. Población de hecho según los censos de población del INE. |

## Cultura
El pueblo está organizado alrededor de la iglesia de San Miguel. Se trata de un edificio construido en el siglo XVIII en estilo barroco. Destaca especialmente la portada que está enmarcada por dos columnas rematadas con capiteles compuestos. Tiene anexo un campanario. Se conserva también la antigua casa de los Marqueses de Aitona en cuya fachada puede verse el escudo familiar.
En las afueras del pueblo se encuentra el llamado pozo de la Villa cuya construcción se atribuye a los sarracenos. Está construido en piedra y alrededor del mismo se encuentran diez lavaderos que eran utilizados por las familias que dieron origen a la actual población.
Dentro del término municipal se encuentra la zona de Tossals d'Almatret, declarado en 1992 por la Generalidad espacio natural de interés protegido. Está formado por una serie de bosques de pinos blancos con una fauna y una flora de especial interés.
Esta localidad conserva importantes restos de patrimonio histórico minero, relacionado con la explotación de lignito. El más importante es la mina Vallcarca, situada en la ladera izquierda del Barranco de Aiguamoll, de la que se conservan los edificios en ruinas, cargaderos y parte la explanación para el ferrocarril minero. Esta mina suministró combustible a la fábrica de cemento de Fradera y Butsems, en Vallcarca, Sitges (Barcelona).
Almatret celebra su fiesta mayor en el mes de septiembre. En el mes de febrero se celebra la fiesta de San Blas. Sin fecha de celebración fija, que oscila entre mayo y junio, tiene lugar la festa del aigua que sirve para conmemorar la llegada al pueblo del agua del Ebro en 1962.
Vinculado al pueblo se encuentra el escultor reconocido internacionalmente Apel·les Fenosa , puesto que sus padres Francisco Fenosa y Casilda Florensa proceden de allí, recién nacido pasó tres años en la localidad con una nodriza, Teresa Arbones hasta que su padre fue a buscarlo para llevarlo con su familia a Barcelona.

## Economía
La principal actividad económica es la agricultura, destacando el cultivo de olivos y almendros. Cuenta con una cooperativa destinada a la fabricación de aceite.